# Tetanops contarinii
Tetanops contarinii är en tvåvingeart som beskrevs av Camillo Rondani 1869. Tetanops contarinii ingår i släktet Tetanops och familjen fläckflugor.
Artens utbredningsområde är Italien. Inga underarter finns listade i Catalogue of Life.